# Forskolina
Forskolina – substancja zwiększająca stężenie cyklicznego AMP (cAMP) w komórkach.